# علي حبيل
علي حبيل مواليد 5 نوفمبر 1994 في ، السعودية، هو لاعب كرة قدم سعودي يلعب حالياً في نادي النجوم.

## مسيرة اللاعب
لعب في نادي النور ونادي النهضة ونادي العدالة ونادي الجبيل ونادي الوشم ونادي الترجي.